# Chimaerosphecia
Chimaerosphecia is een geslacht van vlinders uit de familie wespvlinders (Sesiidae), onderfamilie Sesiinae.
Chimaerosphecia is voor het eerst wetenschappelijk beschreven door Strand in 1916. De typesoort is Chimaerosphecia aegerides.

## Soorten
Chimaerosphecia omvat de volgende soorten:
- Chimaerosphecia aegerides Strand, 1916
- Chimaerosphecia colochelyna Bryk, 1947
- Chimaerosphecia sinensis (Walker, 1865)